# Business Centre Club

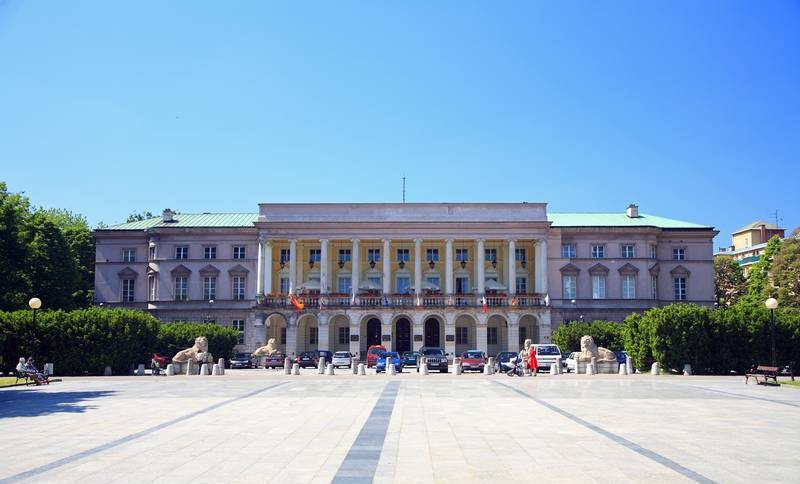
Der prestigeträchtige Sitz des Verbandes im Warschauer Innenstadtdistrikt

Der Business Centre Club (BCC) ist ein Wirtschaftsverband in Polen. Die 1991 gegründete Nichtregierungsorganisation hat sich der Förderung des Wachstums der polnischen Volkswirtschaft, der Bekämpfung der Arbeitslosigkeit und der Unterstützung des Unternehmertums verschrieben. Der Verband gehört zu den größten Arbeitgebervertretungen des Landes. Zu seinen rund 2500 Mitgliedern zählen neben Unternehmen auch Juristen, Wissenschaftler, Studenten und Angehörige der Armee. Nach eigenen Angaben vertritt der Verband die Interessen von Unternehmen, die rund 600.000 Arbeitsplätze stellen. Im Juni 2002 wurde der BCC als Mitglied der trilateralen Kommission für sozialwirtschaftliche Angelegenheiten (Trójstronna Komisja do Spraw Społeczno-Gospodarczych) berufen. Damit ist der Verband an der Erstellung von Gesetzen sowie an Tarifverhandlungen beteiligt. Dennoch sieht die Organisation sich eher als Wirtschaftslobby denn als Sozialpartner.
Der Verband verleiht diverse Auszeichnungen an Unternehmen und Personen und veranstaltet Wettbewerbe:
| - Lider Polskiego Biznesu - Medal Europejski | - Ambasador Polskiej Gospodarki - Firma Dobrze Widziana | - Urząd Skarbowy Przyjazny Przedsiębiorcy |

BCC unterhält 24 regionale Untergruppen, die sogenannten Logen (Loża). Präsident des Verbandes war von 1991 bis zu seinem Tod 2022 der Ökonom  Marek Goliszewski. Sitz der Organisation ist der Warschauer Lubomirski-Palast.